# Kingston Train Station (Jamaika)

Die Kingston Train Station ist der einzige Bahnhof in der jamaikanischen Hauptstadt Kingston und Ausgangspunkt für die Bahnstrecke nach Montego Bay im Westen der Insel. Von der Eröffnung im Jahr 1845 bis zur Betriebseinstellung 1992 war sie lange Zeit ein wichtiger Verkehrsknotenpunkt für den Personen- und Güterverkehr. Aufgrund der historischen Bedeutung ist der Bahnhof als nationales Baudenkmal gelistet.

## Lage
Das Bahnhofsgelände liegt im westlichen Teil der Innenstadt von Kingston, nur wenige hundert Meter vom Stadtzentrum (Downtown) entfernt. An der Barry Street im Norden befindet sich das Empfangsgebäude. Im Osten grenzt das Gelände an die Pechon Street, während die Water Lane die südliche Begrenzung bildet. Die Rum Stores Road schließt das Gelände im Westen ab. Die Gleise führen vom Bahnhof aus in nordwestliche Richtung aus der Stadt hinaus.

## Geschichte
Die Kingston Train Station entstand im Zuge des ab 1844 begonnenen Baus der ersten Eisenbahnstrecke auf Jamaika, die Kingston mit Spanish Town verbinden sollte. Aufgrund der dichten Bebauung und der engen Straßen in Kingston konnte der Bahnhof nicht im Stadtzentrum errichtet werden. Stattdessen wählte die private Eisenbahngesellschaft einen Standort am westlichen Stadtrand, um die Entfernung sowohl nach Spanish Town als auch zum Hafen möglichst gering zu halten. Die Strecke wurde am 21. November 1845 feierlich eröffnet.
Mit der Erweiterung des Eisenbahnnetzes in den folgenden Jahrzehnten wuchs die Bedeutung des Bahnhofs. Um den Transport von Waren zu erleichtern, wurde der südlich gelegene Hafen bald mit einem Gleisanschluss versehen. 1876 ging in Kingston eine Pferdebahn in Betrieb, die ab 1879 mit einer Haltestelle direkt am Bahnhof eine bessere Anbindung für Fahrgäste schuf.
Das verheerende Erdbeben von 1907 richtete schwere Schäden am Bahnhof an. Nach umfangreichen Wiederaufbauarbeiten konnte der Betrieb jedoch wieder aufgenommen werden.
In den 1930er Jahren entwickelte sich das Gebiet nördlich des Bahnhofs weiter. 1936 wurde der Coronation Market eröffnet, der wenig später einen eigenen Gleisanschluss erhielt. 1938 wurde zudem eine neue Halle für den Güterbahnhof auf dem Bahnhofsareal errichtet.
Mit dem Niedergang der jamaikanischen Eisenbahn ab den 1950er Jahren sank auch die Bedeutung des Bahnhofs in Kingston. Überalterung der Lokomotiven, Wagen und Gleisanlagen sowie ein Rückgang der Fahrgastzahlen führten zu wachsenden Verlusten. Schließlich wurde der Personenverkehr 1992 eingestellt, womit auch der Betrieb am Bahnhof in Kingston endete.